# Weston in Gordano
Weston in Gordano is een civil parish in het bestuurlijke gebied North Somerset, in het Engelse graafschap Somerset met 301 inwoners.